# Hankook Tire
Hankook Tire es un conjunto industrial de Corea del Sur que consiste en la agrupación de varios negocios, incluyendo la aviación, finanzas, construcción, transporte, medicamentos, y fabricación de neumáticos, con sede principal en Seúl, Corea. Fue conocida anteriormente como Chosun Tire.
Hankook Tire Company, que es una empresa del grupo, tiene sus oficinas principales en Seúl, Corea del Sur, y tiene varias fábricas en los alrededores. Corea del Sur (tres fábricas), donde la producción es exportada a todo el mundo.
La compañía tiene sedes secundarias en los Estados Unidos y en el Reino Unido, donde dirigen el mercado americano y europeo, respectivamente. Actualmente la compañía vende neumáticos bajo la marca de Hankook Tire y Marshal con una gran variedad de tamaños.
En cuanto a la competición automovilística, Hankook provee neumáticos a los campeonatos DTM, W Series y Eurocopa de Fórmula Renault, entre otros. Es el proveedor oficial de la Fórmula E desde 2022.